# Mezinárodní letiště Nan-ning Wu-sü
Mezinárodní letiště Nan-ning Wu-sü (čínsky v českém přepisu Nan-ning Wu-sü kuo-ťi ťi-čchang, pchin-jinem Nánníng Wúxū Jīchǎng, znaky zjednodušené 南宁吴圩机场, tradiční 南寧吳圩機場, IATA: NNG, ICAO: ZGNN) je mezinárodní letiště u Nan-ningu, hlavního města autonomní oblasti Kuang-si v Čínské lidové republice. Leží přibližně dvaatřicet kilometrů jihozápadně od centra Nan-ningu u města Wu-sü, podle kterého se jmenuje. Založeno bylo roku 1962.
V rámci celé republiky dlouhodobě drží v třetí desítce nejrušnějších letišť podle počtu cestujících.